# Camelineae
Camelineae es una tribu de plantas pertenecientes a la familia Brassicaceae. El género tipo es Camelina Crantz.

## Géneros
- Arabidopsis Heynh.
- Blennodia R. Br.
- Camelina Crantz
- Capsella Medik.
- Cardaminopsis (C. A. Mey.) = Arabidopsis Heynh.
- Catolobus (C. A. Mey.) Al-Shehbaz
- Chrysochamela (Fenzl) Boiss.
- Hylandra Á. Löve = Arabidopsis Heynh.
- Neslia Desv.
- Noccidium F. K. Mey.
- Pseudoarabidopsis Al-Shehbaz et al.
- Stenopetalum R. Br. ex DC.
- Stenophragma Čelak. = Arabidopsis Heynh.
- Turritis L.
- Vogelia Medik.= Neslia Desv.